# Rogoža
Rogoža falu Horvátországban Belovár-Bilogora megyében. Közigazgatásilag Gerzencéhez tartozik.

## Fekvése
Belovártól légvonalban 36, közúton 48 km-re délre, községközpontjától 8 km-re délnyugatra, a Monoszlói-hegység keleti lejtőin, a 45-ös számú főút mentén, Stupovača és Kapelica között, a Velika Stupovača és Brzlenica-patakok közén egy magaslaton fekszik.

## Története
Területe valószínűleg már a középkorban is lakott volt. A határában található „Vraćarsko Kućište” dűlőnév egykori lakott helyre utal. A térséget a 16. század közepén szállta meg a török. A lakosság legnagyobb része az ország biztonságosabb részeire menekült, másokat rabságba hurcoltak. Ezután ez a vidék mintegy száz évre lakatlanná vált. A török uralom után a területre a 17. századtól folyamatosan telepítették be a keresztény lakosságot. 1774-ben az első katonai felmérés térképén a falu Stupovača részeként „Rogosani” néven szerepel. A Horvát határőrvidék részeként a Kőrösi ezredhez tartozott. A Brzlenica-patakon a 18. században vizimalom működött.
A katonai közigazgatás megszüntetése után Magyar Királyságon belül Horvátország része, Belovár-Kőrös vármegye Garesnicai járásának része lett. A településnek 1890-ben 488, 1910-ben 555 lakosa volt. Az 1910-es népszámlálás szerint lakosságának 76%-a szerb, 11%-a magyar, 7%-a horvát anyanyelvű volt. 1918-ban az új szerb-horvát-szlovén állam, majd később Jugoszlávia része lett. 1941 és 1945 között a németbarát Független Horvát Államhoz, majd a háború után a szocialista Jugoszláviához tartozott. A háború után a fiatalok elvándorlása miatt lakossága folyamatosan csökkent. 1991-től a független Horvátország része. 1991-ben lakosságának 77%-a horvát, 14%-a szerb nemzetiségű volt. Hat magyar nemzetiségű lakosa is volt. 2011-ben a településnek 248 lakosa volt.

## Lakossága
| Lakosság változása | Lakosság változása | Lakosság változása | Lakosság változása | Lakosság változása | Lakosság változása | Lakosság változása | Lakosság változása | Lakosság változása | Lakosság változása | Lakosság változása | Lakosság változása | Lakosság változása | Lakosság változása | Lakosság változása | Lakosság változása |
| ------------------ | ------------------ | ------------------ | ------------------ | ------------------ | ------------------ | ------------------ | ------------------ | ------------------ | ------------------ | ------------------ | ------------------ | ------------------ | ------------------ | ------------------ | ------------------ |
| 1857               | 1869               | 1880               | 1890               | 1900               | 1910               | 1921               | 1931               | 1948               | 1953               | 1961               | 1971               | 1981               | 1991               | 2001               | 2011               |
| 0                  | 0                  | 0                  | 488                | 573                | 555                | 626                | 701                | 686                | 693                | 609                | 432                | 375                | 322                | 276                | 248                |

(1880-ig lakosságát Stupovačához számították.)